# چیرالی (یوسف‌علی)
چیرالی (به ترکی استانبولی: Çıralı، به ارمنی: Շադում) یک منطقهٔ مسکونی در ترکیه است که در یوسف‌علی واقع شده‌است. چیرالی ۱۸۱ نفر جمعیت دارد.